# Stazione di Poggio Rusco
La stazione di Poggio Rusco è una stazione ferroviaria italiana.
È posta all'incrocio delle linee Verona-Bologna, di Rete Ferroviaria Italiana (RFI), e Suzzara-Ferrara, di Ferrovie Emilia Romagna (FER).
La stazione serve la cittadina di Poggio Rusco, in provincia di Mantova. È situata a nord-est del centro cittadino.

## Storia

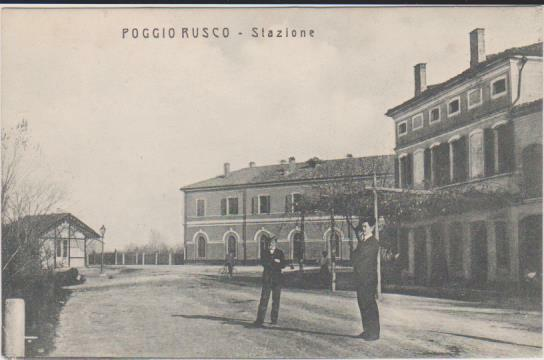
La stazione nel 1907

La stazione fu aperta nel 1888 al completamento della linea locale Suzzara-Ferrara. Fu realizzata ad est dell'abitato, in posizione favorevole per divenire punto d'incrocio con la linea statale Verona-Bologna, allora in corso di progettazione.
Tuttavia i lavori di costruzione di questa linea andarono a rilento e il primo treno da Bologna giunse a Poggio Rusco solo il 20 gennaio 1902; la line, già elettrificata, fu prolungata verso Revere nel 1909 ed infine compiuta nel 1924.
Il 26 ottobre 2008 è stato aperto il raddoppio ferroviario tra Poggio Rusco e San Felice sul Panaro, mentre il nuovo tracciato tra Nogara e Poggio Rusco è stato aperto il 14 dicembre 2008, sebbene la parte del percorso tra il posto di comunicazione Ostiglia Nord e la stazione di Poggio Rusco sia rimasta in esercizio a un solo binario per qualche tempo,. L'apertura di questo breve tratto è avvenuta il 26 luglio 2009, mentre il vecchio tronco Nogara-Ostiglia-Poggio Rusco è stato parzialmente dismesso rimanendo attivo in regime di raccordo tra Revere Scalo e Poggio Rusco.

## Movimento
La stazione è servita da treni regionali svolti da Trenitalia Tper nell'ambito del contratto di servizio stipulato con la Regione Emilia-Romagna e da Trenitalia nell'ambito del contratto di servizio stipulato con la regione Veneto.
Il servizio passeggeri in direzione Bologna è costituito dai treni della linea S3 (Bologna Centrale - Poggio Rusco) del servizio ferroviario metropolitano di Bologna.
A novembre 2019, la stazione risultava frequentata da un traffico giornaliero medio di circa 1636 persone (734 saliti + 902 discesi).

## Servizi
La stazione è classificata da RFI nella categoria silver.
La stazione dispone di:
- Biglietteria self service
- Sala d'attesa